# Splošna hiperbolična porazdelitev
Splošna hiperbolična porazdelitev je družina zveznih verjetnostnih porazdelitev, ki jo določa šest parametrov.
Porazdelitev je posplošitev cele vrste porazdelitev kot so študentova t porazdelitev, Laplaceova porazdelitev, hiperbolična porazdelitev, normalna inverzna Gaussova porazdelitev in variančna gama porazdelitev.

## Lastnosti

### Funkcija gostote verjetnosti
Funkcija gostote verjetnosti za porazdelitev je 
{\displaystyle {\frac {(\gamma /\delta )^{\lambda }}{{\sqrt {2\pi }}K_{\lambda }(\delta \gamma )}}\;e^{\beta (x-\mu )}\!}
 {\displaystyle \times {\frac {K_{\lambda -1/2}\left(\alpha {\sqrt {\delta ^{2}+(x-\mu )^{2}}}\right)}{\left({\sqrt {\delta ^{2}+(x-\mu )^{2}}}/\alpha \right)^{1/2-\lambda }}}\!}
kjer je 
- {\displaystyle K_{\lambda }\!} modificirana Besslova funkcija druge vrste

### Varianca
Varianca je enaka 
{\displaystyle {\frac {\delta K_{\lambda +1}(\delta \gamma )}{\gamma K_{\lambda }(\delta \gamma )}}+{\frac {\beta ^{2}\delta ^{2}}{\gamma ^{2}}}\left({\frac {K_{\lambda +2}(\delta \gamma )}{K_{\lambda }(\delta \gamma )}}-{\frac {K_{\lambda +1}^{2}(\delta \gamma )}{K_{\lambda }^{2}(\delta \gamma )}}\right)}.

### Funkcija generiranja momentov
Funkcija generiranja momentov je 
{\displaystyle {\frac {e^{\mu z}\gamma ^{\lambda }}{({\sqrt {\alpha ^{2}-(\beta +z)^{2}}})^{\lambda }}}{\frac {K_{\lambda }(\delta {\sqrt {\alpha ^{2}-(\beta +z)^{2}}})}{K_{\lambda }(\delta \gamma )}}}.